# Leo Genn
Leo John Genn (Londra, 9 agosto 1905 – Londra, 26 gennaio 1978) è stato un attore britannico.

## Biografia

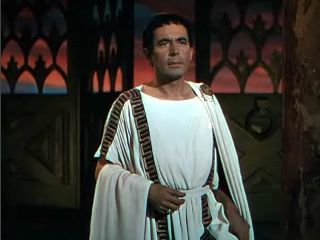
Leo Genn in Quo vadis (1951)

Nato nel quartiere londinese di Hackney da famiglia ebraica, Genn era figlio del gioielliere Woolfe (William) Genn e di Rachel Asserson. Compì gli studi di giurisprudenza all'Università di Cambridge, iscrivendosi nel 1928 all'Ordine degli Avvocati. Durante i successivi anni di praticantato, scoprì la passione per la recitazione e iniziò a recitare come attore dilettante, debuttando sui palcoscenici londinesi nel 1930 in A Marriage has been Disarranged. Nel 1933 sposò Marguerite van Praag, responsabile di casting presso gli studi cinematografici Ealing, e apparve nella pièce Ballerina di Rodney Ackland. L'anno successivo entrò a far parte della compagnia dell'Old Vic, con la quale si cimentò in diversi ruoli shakespeariani, tra cui quello di Orazio nella tragedia Amleto, interpretata nel 1937 a fianco di Laurence Olivier.
Nel frattempo Genn fece il suo debutto cinematografico in Immortal Gentleman (1935), una biografia su Shakespeare in cui interpretò il ruolo del mercante Shylock. L'attore recitò successivamente in una serie di piccoli ruoli non accreditati in pellicole quali Il principe Azim (1938) di Zoltán Korda, e Pigmalione (1938), dove apparve in una breve scena di ballo con la protagonista Eliza Doolittle (Wendy Hiller). Sempre nel 1938, fu nella pièce The Flashing Stream di Charles Langbridge Morgan, un successo che varcò l'oceano e venne rappresentato a Broadway.
Nonostante le crescenti scritture, Genn non abbandonò del tutto la carriera forense fino allo scoppio della seconda guerra mondiale, quando venne arruolato nella Royal Artillery, con la quale raggiunse nel 1943 il grado di tenente colonnello, guadagnandosi inoltre la Croix de guerre, onorificenza militare francese. Terminato il conflitto, fu nominato componente della giuria al Processo di Norimberga, durante il quale sfruttò la sua esperienza legale e raccolse le confessioni dei comandanti nazisti del campo di concentramento di Bergen-Belsen.
Malgrado l'impegno sul fronte bellico, partecipò ad alcune produzioni britanniche del periodo, tra cui La via della gloria (1944), dramma di Carol Reed ambientato sul fronte nordafricano, ed Enrico V (1944), riduzione cinematografica dell'omonima tragedia shakespeariana, diretta da Laurence Olivier, in cui Genn interpretò il ruolo del Conestabile di Francia.
Nella seconda metà degli anni quaranta si dedicò a tempo pieno alla recitazione, diventando un interprete richiesto sia in patria che negli Stati Uniti. Il suo aspetto distinto e i suoi modi compiti furono apprezzati a Hollywood, dove interpretò alcuni memorabili ruoli, tra i quali quello dello psichiatra Mark Kik nel dramma La fossa dei serpenti (1948), accanto a Olivia de Havilland, e quello di Petronio, consigliere di Nerone, nel kolossal Quo vadis (1951), interpretazione che gli valse una candidatura all'Oscar al miglior attore non protagonista.
La successiva carriera cinematografica di Genn rimase improntata a ruoli prevalentemente di caratterista, con apparizioni in film come Moby Dick, la balena bianca (1956) di John Huston, in cui impersonò Starbuck, il primo ufficiale della baleniera Pequod, L'affare Dreyfus di José Ferrer (1958), nel ruolo del tenace colonnello Georges Picquart, Il giorno più lungo (1962), rievocazione dello sbarco in Normandia, e 55 giorni a Pechino (1963), accanto ad Ava Gardner, Charlton Heston e David Niven. Da ricordare la partecipazione al dramma bellico Era notte a Roma (1960), per la regia di Roberto Rossellini, in cui Genn interpretò il ruolo di Michael Pemberton, un maggiore inglese in fuga dai lager tedeschi.
Morì nel 1978 di infarto, causato da una malattia polmonare.

## Filmografia

### Cinema

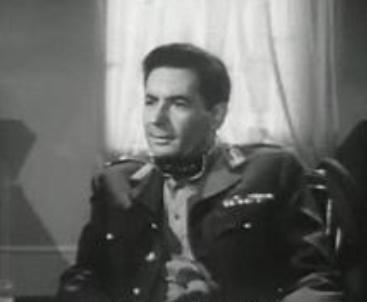
Leo Genn nel film Addio signora Miniver (1950)

Leo Genn nel film Era notte a Roma (1960)

Leo Genn nel film Una lucertola con la pelle di donna (1971)

- Immortal Gentleman, regia di Widgey R. Newman (1935)
- The Dream Doctor, regia di Widgey R. Newman (1936) (cortometraggio)
- Rhodes of Africa, regia di Berthold Viertel (1936) (non accreditato)
- Accusata (Accused), regia di Thornton Freeland (1936) (non accreditato)
- Per la sua donna (Jump for Glory), regia di Raoul Walsh (1937)
- The Cavalier of the Streets, regia di Harold French (1937)
- Via della taverna 23 (The Rat), regia di Jack Raymond (1937)
- Il principe Azim (The Drum), regia di Zoltán Korda (1938) (non accreditato)
- Il treno scomparso (Kate Plus Ten), regia di Reginald Denham (1938)
- Dangerous Medicine, regia di Arthur B. Woods (1938)
- Pigmalione (Pygmalion), regia di Anthony Asquith e Leslie Howard (1938) (non accreditato)
- Contrabbando (Contraband), regia di Michael Powell (1940)
- Ten Days in Paris, regia di Tim Whelan (1940)
- Law and Disorder, regia di David MacDonald (1940)
- Girl in the News, regia di Carol Reed (1940) (non accreditato)
- Il nemico di Napoleone (The Young Mr. Pitt), regia di Carol Reed (1942) (non accreditato)
- The Bells Go Down, regia di Basil Dearden (1943) (non accreditato)
- La via della gloria (The Way Ahead), regia di Carol Reed (1944)
- Enrico V (The Chronicle History of King Henry the Fift with His Battell Fought at Agincourt in France), regia di Laurence Olivier (1944)
- Cesare e Cleopatra (Caesar and Cleopatra), regia di Gabriel Pascal (1945)
- Delitto in bianco (Green for Danger), regia di Sidney Gilliat (1946)
- Il lutto si addice ad Elettra (Mourning Becomes Electra), regia di Dudley Nichols (1947)
- Valeria, l'amante che uccise (The Velvet Touch), regia di Jack Gage (1948)
- London Belongs to Me, regia di Sidney Gilliat (1948)
- La fossa dei serpenti (The Snake Pit), regia di Anatole Litvak (1948)
- No Place for Jennifer, regia di Henry Cass (1950)
- Addio signora Miniver (The Miniver Story), regia di H.C. Potter (1950)
- Campo 111 (The Wooden Horse), regia di Jack Lee (1950)
- Quo vadis (Quo Vadis?), regia di Mervyn LeRoy (1951)
- Stupenda conquista (The Magic Box), regia di John Boulting (1952)
- Un giorno... tutta la vita (24 Hours of a Woman's Life), regia di Victor Saville (1952)
- Gli avventurieri di Plymouth (Plymouth Adventure), regia di Clarence Brown (1952)
- L'isola del piacere (The Girls of Pleasure Island), regia di Alvin Ganzer e F. Hugh Herbert (1953)
- Berretti rossi (The Red Berets), regia di Terence Young (1953)
- La voce della calunnia (Personal Affair), regia di Anthony Pelissier (1953)
- La sciarpa verde (The Green Scarf), regia di George More O'Ferrall (1954)
- 0/1327 dipartimento criminale (Chantage), regia di Guy Lefranc (1955)
- L'amante di Lady Chatterley (L'amant de lady Chatterley), regia di Marc Allégret (1955)
- Moby Dick, la balena bianca (Moby Dick), regia di John Huston (1956)
- Oltre Mombasa (Beyond Mombasa), regia di George Marshall (1956)
- Destinazione Tunisi (The Steel Bayonet), regia di Michael Carreras (1957)
- L'affare Dreyfus (I Accuse!), regia di José Ferrer (1958)
- Non c'è tempo per morire (No Time to Die), regia di Terence Young (1958)
- Londra a mezzanotte (Too Hot to Handle), regia di Terence Young (1960)
- Era notte a Roma, regia di Roberto Rossellini (1960)
- Il giorno più lungo (The Longest Day), regia di Ken Annakin e Andrew Marton (1962)
- 55 giorni a Pechino (55 at Peking), regia di Nicholas Ray (1963)
- I raggi mortali del dottor Mabuse (Die Todesstrahlen des Dr. Mabuse), regia di Hugo Fregonese e Victor De Santis (1964)
- Dieci piccoli indiani (Ten Little Indians), regia di George Pollock (1965)
- Il lungo coltello di Londra (Circus of Fear), regia di John Llewellyn Moxey (1966)
- Khartoum, regia di Basil Dearden (1966) (voce narrante)
- Il trono di fuoco (Der Hexentöter von Blackmoor), regia di Jesús Franco (1969)
- Connecting Rooms, regia di Franklin Gollings (1970)
- Una lucertola con la pelle di donna, regia di Lucio Fulci (1971)
- Marianna, fuga dalla morte (Die Screaming, Marianne), regia di Pete Walker (1971)
- Champagne per due dopo il funerale (Endless Night), regia di Sidney Gilliat (1972)
- L'uomo che non seppe tacere (Le Silencieux), regia di Claude Pinoteau (1973)
- L'agente speciale Mackintosh (The MacKintosh Man), regia di John Huston (1973)
- Nero criminale - le belve sono tra noi (Frightmare), regia di Pete Walker (1974)
- Sie sind frei, Doktor Korczak, regia di Aleksander Ford (1975)

### Televisione
- Screen Directors Playhouse – serie TV, episodio 1x13 (1955)
- La parola alla difesa (The Defenders) – serie TV, episodio 2x29 (1963)
- Il virginiano (The Virginian) – serie TV, episodio 2x18 (1964)
- Attenti a quei due (The Persuaders!) – serie TV, episodio 1x13 (1971)

## Riconoscimenti
- Premio Oscar
  - 1952 – Candidatura al miglior attore non protagonista per Quo vadis

## Doppiatori italiani
Nelle versioni in italiano dei suoi film, Leo Genn è stato doppiato da:
- Gualtiero De Angelis in Il lutto si addice ad Elettra, La fossa dei serpenti, Moby Dick, la balena bianca
- Stefano Sibaldi in Addio signora Miniver, Gli avventurieri di Plymouth
- Emilio Cigoli in Enrico V
- Alessandro Sperlì ne L'uomo che non seppe tacere
- Roldano Lupi in Quo vadis
- Amilcare Pettinelli in Berretti rossi
- Adolfo Geri in Il giorno più lungo
- Nando Gazzolo in Una lucertola con la pelle di donna
- Michele Kalamera in Il lungo coltello di Londra (ridoppiaggio)

Da doppiatore è sostituito da:
- Pino Locchi in Khartoum